# Josep Loredo i Moner
Josep Loredo i Moner (Amer, 22 de maig del 1954) és músic, saxofonista i tenora, i compositor. És deixeble, entre d'altres, de Pere Fontàs i Puig, Adolf Ventas i Rodríguez, Ricard Viladesau i Caner, Jaume Vilà i Figueras i Josep Colomer i Ribera. L'abril del 2009 promogué l'Associació Salvem Susqueda, que maldava perquè no es fes una segona pedrera a la carretera del Pasteral al pantà de Susqueda. Va ensenyar a l'Escola de Música de Palafrugell i va escriure un mètode per a tenora, vàlid per a músics veterans, estudiants i mestres. El juliol de 2016 a l'aplec d'Olot se li va retre un homenatge a la seva obra d'instrumentalista i compositor, i com a estudiós de la història de les cobles de Catalunya. El 16 de març de 2019 el seu bloc dedicat a l'estudi de les cobles, orquestres i orquestrines de Catalunya va rebre a Perpinyà el Premi Capital de la Sardana en l'apartat de mitjans audiovisuals.

## Sardanes[6]
- A la riba del Brugent (2006)
- Aires de Primavera (2006)
- El Mercat d'Amer, enregistrada per la cobla La Principal de la Bisbal en el DC Amer, 1050 anys (Barcelona: Àudio-visuals de Sarrià, 1999 ref. AVS 5.1684)
- Rostollejant, enregistrada per la cobla La Principal de Cassà en el DC "Ressons de segle" l'any 2010, ref. 10076-CD
- Trucant a la teva porta (2009)
- Tres tigres (obligada per a 2 Trompetes i Trombó) (2010)
- Olot, mig segle d'aplecs (1963-2012), estrenada el dia 8 de juliol de 2012 al 50è Aplec de la sardana d'Olot per la cobla La Principal d'Olot
- Camí de Susqueda, estrenada a Sant Feliu de Pallerols el 27 de maig de 2012
- Carme, un amor sinòptic, estrenada a Olot el 6 de setembre de 2014
- Roc centenari, estrenada a Tortellà el 21 de març de 2015
- Campdevànol, 600 compassos, estrenada a Campdevànol el 12 d'octubre de 2015
- Ben amunt!, estrenada a l'Aplec del Masnou el 26 de març de 2017
- Llamps i trons al Port d'en Perris, estrenada a l'Aplec de L'Escala el 4 de juny de 2017
- En Narcís i la Pepi, sardanistes d'Olot, estrenada a Olot l'11 de setembre de 2018
- En Tonet de la Dou, estrenada a Sant Esteve d'En Bas el 17 de setembre de 2018
- Pubillatge daurat a Campdevànol, estrenada a Campdevànol l'1 de maig de 2019